# Ulrich Christian von Schmidten
 Der er flere personer med dette navn, se Ulrik Christian von Schmidten.
Ulrich Christian von Schmidten (10. februar 1815 i København – 6. februar 1886 i Aarhus) var en dansk korpsintendant og borgmester i Aarhus.

## Karriere
Han var søn af cand.jur., kammerjunker, senere borgmester i Rudkøbing, etatsråd Marcus Pauli Karenus Holst von Schmidten og Lovisa Augusta født Bjørn. Han blev 1834 student fra Sorø Akademi og i 1840 juridisk kandidat samt i 1843 kancellist i Generalstabens bureau. I 1846 erholdt han overkrigskommissærs karakter samt blev 2. fuldmægtig i nævnte bureau.

### Korpsintendant
Ved krigens udbrud 1848 ansattes han af Frederik Læssøe som korpsintendant ved den aktive armé, hvilken ansvarsfulde stilling han røgtede med dygtighed igennem alle tre krigsår. 13. september 1848 blev han Ridder af Dannebrogordenen og 6. oktober 1850 Dannebrogsmand. I december 1848 overgik han til Krigsministeriet, idet hans plads i 4. ekspeditionskontor under Armeens Intendantur forblev ubesat, så længe han fungerede som korpsintendant. I 1851 blev han fungerende kommitteret under Armeens Intendantur og medlem af Kommissionen vedr. Armeens organisation og to år senere chef for Armeens Intendantur samt generalkrigskommissær, hvornæst han i 1860 beordredes til at overvære troppesamlingerne i Skåne i kong Frederik VII's følge..

### 2. Slesvigske Krig
I december 1863 blev han atter chef for korpsintendanturen ved den aktive armé, hvilken stilling han dog fratrådte i maj 1864 for atter at stilles i spidsen for Armeens Intendantur. Samme år benådedes han 11. november med Kommandørkorset af Dannebrog.
Da von Schmidten om morgenen den 5. februar 1864 fik meddelelse om, at Dannevirke skulle rømmes, tog han til Flensborg for at ordne Hærens forplejning tilligemed borttransporten af materialer m.m. og feltlazaretter. Dette hastværk gjorde rømningen mangelfuld, og københavnerpressen, især Fædrelandet, rejste kritik af indendanturen. Der blev straks nedsat en "Svækkelseskommission", hvis undersøgelse konkluderede, at angrebene stort set havde været ubegrundede, men som dog fik til konsekvens, at von Schmidten blev suppleret med en kommitteret.

### Borgmester
Von Schmidten kom ikke godt ud af det med den nye krigsminister J.W. Neergaard, og han søgte derfor andre græsgange. 20. april (fra 1. maj) 1866 ansattes han som borgmester og auktionsdirektør i Aarhus, fra hvilken stilling han entledigedes 9. november (fra 31. december) 1885, idet han samtidig udnævntes til kammerherre. Von Schmidtens otium blev dog kortvarigt, for han døde året efter.

## Tillidshverv
I Aarhus blev von Schmidten midtpunktet i byens rivende udvikling. Han blev formand for repræsentantskabet for Aarhuus Privatbank (1874-85) og for bestyrelsen for Randers-Ryomgård Jernbane og sad i bestyrelserne for folkebiblioteket, den nye badeanstalt, sygekassen i Aarhus og Arbejdernes Byggeforening. Han spillede en rolle i anlægget af Kystvejen, udvidelsen af Aarhus Havn, restaureringen af Aarhus Domkirke og Vor Frue Kirke, oprettelsen af Aarhus Museum samt opførelsen af Clemensbro, arbejderboliger etc.
Han var tillige repræsenteret i Kommissionen for borger og almueskolevæsenet 1868, Vej- og forskønnelseskomiteen 1868, Havnekommissionen 1868, Legatkomiteen 1868, Skolekommissionen 1868, Indkvarteringskommissionen 1868-85, bestyrelsen for museets kunstsamling 1868-85, Kirkeinspektionen for Domsognet 1868-85, og for Frue sogn 1868-85, Bygningskommissionen 1868-85, Kasse- og regnskabsudvalget 1869-85, Havneudvalget 1869-75, Legatudvalget 1869-85, Udvalget for skovvæsenet 1870-75, Udvalget for bygninger og inventariesager 1873-75, Udvalget for vandværket 1875 og Svendeprøvekommissionen 1885.
Schmidten var desuden Ridder af Nordstjerneordenen og Kommandør af 1. klasse af Vasaordenen.

## Ægteskab
Han blev gift 3. oktober 1848 i Garnisons Kirke med Hanne Cecilie Wilhelmine Barner (6. juni 1819 i København - 22. september 1892 i Aarhus), datter af volontær i Rentekammeret, senere kammerherre, fideikommisbesidder Helm Gotthard Barner (fra 1846 Barner-Charisius) (1791–1851) og Johanne (Hanna) Kirstine Johnsen (1793-1844).
Han er begravet i Aarhus. Der findes et portrætmaleri på Aarhus Rådhus (1885 af Hans Christian Jensen). Desuden fotografier af Budtz Müller og andre.